# Voyage privé
Voyage privé est une agence de voyages en ligne spécialisée dans la vente privée. Le site est lancé en mai 2006,. Le siège de la société est installé à Aix-en-Provence.
Le site propose une sélection de séjours et de loisirs pour des destinations en France et dans le monde, à des prix négociés pour ses adhérents,. L'adhésion se fait par parrainage,.

## Historique
En 2006, Denis Philipon, ancien président-directeur général France de Lastminute.com jusqu'en 2004, s'associe avec Christophe Serna, Sébastien Tricaud, Alexandre Fontaine et David Bastian pour fonder un site de vente. L'idée de lancement est de créer un nouveau concept, celui du premier « club privé de voyages ». L'année de son lancement, le site enregistre un chiffre d'affaires de 9 000 000 €,.
La société française poursuit son développement international à partir de 2008, en Espagne (octobre 2008), Italie (avril 2009), Grande-Bretagne (juillet 2009), États-Unis (printemps 2011), Brésil (décembre 2011), Pologne (juin 2013).

## Développement économique

### Chiffres clés
Voyage privé était classé en 2008 en 8e position des sites de commerce électronique français grâce à une fréquentation de trois millions de visiteurs. En 2010, il était le troisième site français de voyages en ligne, derrière Voyages-sncf.com et Promovacances,.
En 2010, la société annonce le doublement de son chiffre d'affaires qui avoisinerait les 200 millions d'euros,,. En 2013, le chiffre d'affaires avoisinerait les 400 millions d'euros.
Le site annonce 6,5 millions de membres actifs à travers le monde en 2010. Ce chiffre est estimé par le site à 11,5 millions de membres et 4 millions de clients à travers le monde pour l'année 2013.
La société emploie, en France, 150 salariés en 2010, 260 personnes en 2011. En 2013, il atteint 350 collaborateurs dont 200 au siège d’Aix-en-Provence.

### Acquisition de Splendia
En mai 2016, le groupe Voyage privé annonce le rachat de Splendia : le leader de la réservation d'hôtels de luxe et de villas,,.
Cette acquisition permet à Voyage privé d'élargir son offre d'hôtels haut de gamme et permet désormais à ses clients de réserver des hôtels spécifiques et des villas de luxe en dehors de ses périodes de ventes privées. En outre, cette acquisition permet à Voyage privé de se doter d'une technologie de CMS et de connectivité indispensable au développement de la relation avec les hôteliers,,.

## Les Tremplins de l’innovation E-tourisme
En mars 2013, Voyage privé annonce le lancement d'un incubateur ou d'une université d'été (summer camp) annuelle « Les Tremplins de l’innovation e-tourisme », afin de faire émerger et de soutenir des projets innovants dans l’e-tourisme, et surtout d’accompagner de jeunes entrepreneurs dans le lancement de leur entreprise.

## Sponsoring
En parallèle, la fondation Voyage privé développe l'école des XV, un projet associatif dont l'objectif est de proposer un cadre éducatif et sportif innovant à des jeunes en difficulté scolaire et issus des quartiers sensibles d'Aix-en-Provence.

## Polémique
En juillet 2018, l'OCU (es), l'une des principales organisations de consommateurs en Espagne, a réalisé une étude épinglant plusieurs sites de voyages dont Voyage privé pour leurs pratiques commerciales trompeuses.
L’objectif de l’étude est de montrer que le prix annoncé pour une offre de voyage va augmenter à la fin du processus d’achat. Les résultats de l’étude indiquent que Voyage privé augmente dans 80% des cas ses tarifs puisque les frais de dossier sont systématiquement ajoutés. L’organisme espagnol relève en revanche qu’il s’agit de l’entreprise qui augmente le moins ses tarifs entre l’offre proposée et le devis final.